# Wellington (conseil législatif)
Ne doit pas être confondu avec Wellington (division sénatoriale canadienne).
Pour les articles homonymes, voir Wellington (homonymie).
Division du Conseil législatif du Québec
Wellington est une division du Conseil législatif du Québec ayant existé de 1867 à 1968. Elle est abolie en même temps que le Conseil lui-même.

## Liste des conseillers
| Années | Années      | Conseiller législatif   | Parti           |
| ------ | ----------- | ----------------------- | --------------- |
|        | 1867 - 1875 | Edward Hale             | Conservateur    |
|        | 1875 - 1887 | William Hoste Webb      | Conservateur    |
|        | 1887 - 1917 | Francis Edward Gilman   | Libéral         |
|        | 1917 - 1930 | William Frederick Vilas | Libéral         |
|        | 1930 - 1931 | Gordon Wallace Scott    | Libéral         |
|        | 1931 - 1936 | William Stephen Bullock | Libéral         |
|        | 1937 - 1945 | Louis-Arthur Giroux     | Union nationale |
|        | 1946 - 1968 | Édouard Asselin         | Union nationale |